# کراسولا آربورسینز
کراسولا آربورسینز(نام علمی: Crassula arborescens) نام یک گونه از سرده کراسولا است.